# Ace Sports Group Tennis Classic 2012
L'Ace Sports Group Tennis Classic 2012 è stato un torneo di tennis facente parte della categoria ITF Women's Circuit nell'ambito dell'ITF Women's Circuit 2012. Il torneo si è giocato a Innisbrook negli USA dal 9 al 15 gennaio 2012 su campi in terra rossa e aveva un montepremi di $25,000.

## Vincitori

### Singolare
Grace Min ha battuto in finale  Gail Brodsky con il punteggio di 2–6, 6–2, 6–4

### Doppio
Dar'ja Kustova /  Ioana Raluca Olaru hanno battuto in finale  Gioia Barbieri /  Nadejda Guskova con il punteggio di 6–3, 6–1